# Cilix argenta
Cilix argenta är en fjärilsart som beskrevs av Chu och Wang 1987. Cilix argenta ingår i släktet Cilix och familjen sikelvingar. Inga underarter finns listade i Catalogue of Life.